# 陸軍重砲兵学校
陸軍重砲兵学校（りくぐんじゅうほうへいがっこう、旧字体：陸軍重砲󠄁兵學校󠄁）とは、現在の神奈川県横須賀市にあった日本陸軍の軍学校（実施学校）のひとつである。

## 概要
1889年（明治22年）3月27日、要塞砲兵幹部練習所が千葉県東葛飾郡国府台村（現・市川市）に創設された。1896年（明治29年）5月15日、陸軍要塞砲兵射撃学校と改称し、翌年、東京湾要塞の一翼だった観音崎砲台に近い神奈川県三浦郡浦賀町馬堀の新校舎に移転した。1908年1月15日、陸軍重砲兵射撃学校と改称し、さらに1922年（大正11年）8月10日、陸軍重砲兵学校と改称した。
対象は砲兵大尉から砲兵科下士官までで、教育分野は、階級ごとに甲種、乙種、丙種、丁種と分かれ、射撃戦術、射撃術、砲塔術、観測術、通信術、要塞電灯術などが教えられた。

## 所在地
- 神奈川県横須賀市馬堀町4丁目10番

防衛大学校の隣接地。
京浜急行電鉄本線馬堀海岸駅または横須賀中央駅、JR横須賀線横須賀駅から京急バス須22系統で「馬堀中学校」バス停下車徒歩5分

### 跡地
跡地は1947年（昭和22年）、日本大学に払い下げられ農学部水産学科のキャンパスとなる。また、一部が横須賀市に払い下げられ、市立馬堀中学校が開校した。

日大農学部横須賀キャンパスは1949年（昭和24年）、日大の外郭団体東京獣医畜産大学に引き継がれる。同時に日本大学横須賀高等学校（現・日大藤沢中学・高校）も併設されたが、大学が東京都世田谷区の三軒茶屋キャンパスへ移転、高校は藤沢市の湘南校舎に設けられた日大藤沢高校へ合併のため、1951年（昭和26年）3月限りで当地での教育を終了し、日大農獣医学部臨海実験所となった。この時に用地の大半を国庫（大蔵省関東財務局）に返還。返還された土地は横須賀市に払い下げられ、市立馬堀小学校が開校する。

その後、日大農獣医学部臨海実験所も静岡県下田市へ移転のため、1972年（昭和47年）2月に廃止され、その跡地も横須賀市が取得。馬堀自然教育園が開園した。

## 沿革
- 1889年（明治22年）3月 要塞砲兵幹部練習所の名前で、千葉県東葛飾郡国府台村（現・市川市）に創設。
- 1896年（明治29年）5月 陸軍要塞砲兵射撃学校と改称
- 1897年（明治30年） 神奈川県三浦郡浦賀町に移転
- 1908年（明治41年）1月 陸軍重砲兵射撃学校と改称
- 1922年（大正11年）8月 陸軍重砲兵学校と改称
- 1945年（昭和20年）大東亜戦争終結に伴う帝國陸軍解体のため閉校

## 歴代校長

### 要塞砲兵幹部練習所長
- 太田徳三郎 砲兵中佐 1889年3月28日 -
- （心得）新井晴簡 砲兵少佐 1890年10月15日 -
- 新井晴簡 砲兵中佐 1890年11月10日 -
- （兼）新井晴簡 砲兵中佐 1891年3月31日 -
- 和田由旧 砲兵中佐 1892年8月11日 -
- 豊島陽蔵 砲兵少佐 1894年4月23日 - 1895年11月28日
- 和田由旧 砲兵大佐 1895年3月26日 -

### 要塞砲兵射撃学校長
- 和田由旧 砲兵大佐 1896年5月15日 - 10月17日
- 豊島陽蔵 砲兵中佐 1896年10月20日 -
- 山口　勝 砲兵中佐 1899年10月28日 - 1901年7月5日
- 江藤鋪 砲兵中佐 1901年7月9日 - 1903年12月1日
- 酒井甲子郎 砲兵中佐 1903年12月1日 -
- 江藤鋪 砲兵大佐 1906年3月6日 -
- 筑紫熊七 大佐 1907年10月28日[4] -

### 重砲兵射撃学校長
- 筑紫熊七 大佐 1908年1月25日 -
- 横山彦六 大佐 1913年7月3日 - 1916年8月18日
- 渡辺岩之助 少将 1916年8月18日 - 1918年7月24日
- 藤津準一 少将 1918年7月24日 -
- 吉田豊彦 少将 1919年1月31日 -
- 今西甚五郎 大佐 1921年5月5日 -

### 重砲兵学校長
- 今西甚五郎 少将 1922年8月9日 - 1923年8月6日
- 緒方勝一 少将 1923年8月6日 -
- 石川漣平 少将 1924年2月4日 -
- 金子直 少将 1926年3月2日 -
- 井上達三 少将 1928年8月10日 -
- 石川漣平 中将 1929年8月1日 -
- 井上達三 少将 1930年8月1日 -
- 郷竹三 少将 1932年12月7日 -
- 時乗寿 少将 1933年9月8日 -
- 河村恭輔 少将 1934年8月1日 -
- 上村清太郎 少将 1935年8月1日 -
- 木本益雄 少将 1936年12月1日 -
- 太田勝海 少将 1938年6月18日 -
- 澄田ライ四郎 少将 1939年10月2日 -
- 柳川悌 少将 1940年9月28日 - 1942年4月1日
- 伴健雄 中将 1942年6月26日 -
- 加嶋三郎 少将 1943年3月25日 -
- 欠員 1944年6月26日 -
- 大坪一馬 少将 1944年12月2日 -
- 北島驥子雄 中将 1945年3月19日 -